# 누현
누현(樓玄 , ? ~ 275년)은 중국 삼국시대 동오 말기의 관료로, 자는 승선(承先)이며 패국 기현(蘄縣) 사람이다.

## 생애
경제 때 감농어사(監農御史)를 지냈다. 말제가 즉위했을 때는 왕번(王番)· 곽탁(郭逴)·만욱과 함께 산기중상시(散騎中常侍)로 임명되었고, 지방으로 나아가 회계태수가 되었으며, 중앙으로 들어와 대사농이 되었다.
이전에 금중(禁中)의 일을 주관하던 관리는 본래 가까운 관계에 있는 자들만 임용하였는데, 만욱이 친밀하고 잘 알고 있는 사람들 중에서 마땅히 품행이 바른 사람을 골라 써야 한다고 진술하였다. 그리하여 말제는 담당 관리에게 명하여 충직하고 청렴한 선비를 구해 인선의 요구를 만족시키도록 했다. 그래서 누현을 궁하진(宮下鎭) 금중후(禁中候)로 임명하고 궁전의 일을 주관하도록 하였다.
누현은 구경으로부터 칼을 쥐고 곁에서 호위하기까지 자신을 단정하게 하여 무리를 이끌었다. 그는 법을 중시하고 받들어 실행하였으며 간절하고 충직하게 대응하였다. 그렇기 때문에 말제의 뜻을 자주 어기게 되었고 말제의 책망과 분노를 사게 되었다.
후에 어떤 자가 누현이 하소와 서로 만났을 때, 함께 귓속말을 하고 크게 웃으며 정사를 비방했다고 모방했다. 그 결과, 누현은 조서로 힐문 받고 광주(廣州)로 보내졌다. 당시 동관령(東觀令) 화핵이 말제에게 상소를 올려 그를 용서하고 다시 불러올 것을 진언했는데, 말제는 누현의 명성을 미워했으므로 누현과 그의 아들 누거(樓據)를 교지로 유배시키고, 장군 장혁(張奕)과 함께 전장에서 공을 세우라고 하는 한편 은밀히 장혁에게 명을 내려 그들을 죽이도록 하였다. 그러나 아들 누거는 교지에 도착하고 얼마 안 되어 병으로 죽었다.
누현은 홀로 장혁을 따라서 적을 토벌하러 갔다. 그는 칼을 쥐고 걸어 가다가 장혁과 마주치자 절을 하였고, 장혁은 차마 누현을 죽이지 못했다. 때마침 장혁이 갑자기 병으로 죽었는데, 누현은 장혁을 장사 지내고 그의 물건을 정리하던 도중에 말제의 칙서를 발견하고는 즉시 돌아와 자결하였다.

## 일화
누현은 광주(廣州)에 이르러, 중상의 옛 거처를 거닐다가 (중상의 최후가) 몹시 비통하여 견딜 수 없었다.
예전에 산월이 반란을 일으켜 지나가는 곳마다 도륙하였다. 누현이 사는 마을에 이르러 누현의 집 뜰에 들어가 솥과 시루를 돌아보았는데, 부뚜막에 걸려 있었다.
| “ | 멀리서 다른 도적이 와 빼앗을까 겁이 나는구나! | ” |

그러고는 이들을 닦고 우물 속에 집어넣고 돌아갔다. 누현의 집안은 훗날 돌아와서 솥과 시루를 다시 건졌다.

## 『삼국지연의』에서의 묘사
대사농으로, 폭정을 휘둘던 말제에게 간언하다가 처형당한 대신들 중 한 사람이다.

## 친족 관계
- 누현(樓玄)
  - 누거(樓據) (아들)

## 같이 보기
- 삼국지 인물 목록